# Fonction de Liapounov
Une fonction de Liapounov est une fonction qui permet d'estimer la stabilité d'un point d'équilibre (ou, plus généralement, d'un mouvement, c'est-à-dire d'une solution maximale) d'une équation différentielle.

## Position du problème
Soit {\displaystyle f:\mathbb {R} ^{n}\to \mathbb {R} ^{n}} une fonction et {\displaystyle {\dot {x}}=f(x)} un système dynamique, avec {\displaystyle x^{*}} un point d'équilibre de ce système, c'est-à-dire que {\displaystyle f(x^{*})=0}.
Par un changement de variable {\displaystyle y:=x-x^{*}}, on peut se ramener au cas où l'origine est un point d'équilibre ({\displaystyle f(0)=0}).

## Définition
Une fonction {\displaystyle V:\mathbb {R} ^{n}\to \mathbb {R} } est une fonction candidate de Liapounov si
- {\displaystyle V(0)=0} ;
- {\displaystyle \forall x\in U\setminus \{0\}\quad V(x)>0}, pour un certain voisinage {\displaystyle U} de l'origine.

La dérivée {\displaystyle {\dot {V}}} d'une fonction {\displaystyle V} le long du champ de vecteurs {\displaystyle f} est définie par
{\displaystyle {\dot {V}}(x)=\langle \nabla V(x),f(x)\rangle }
où {\displaystyle \langle \cdot ,\cdot \rangle } désigne le produit scalaire dans l'espace considéré et {\displaystyle \nabla } l'opérateur gradient.
Si une fonction candidate de Liapounov {\displaystyle V} vérifie
{\displaystyle \forall x\in W\setminus \{0\}\quad {\dot {V}}(x)\leq 0} pour un certain voisinage {\displaystyle W} de l'origine,
on dit que {\displaystyle V} est une fonction de Liapounov.

## Théorème
Il existe une fonction de Liapounov pour le système dynamique considéré, si, et seulement si l'origine est un équilibre stable de ce système.
De plus, l'origine est asymptotiquement stable si, et seulement s'il existe une fonction de Liapounov {\displaystyle V} vérifiant
{\displaystyle \forall x\in W\setminus \{0\}\quad {\dot {V}}(x)<0}.
Ce théorème, dû à plusieurs auteurs (Alexandre Liapounov, K. P. Persidsky, José Luis Massera), est l'un des principaux résultats de la théorie de la stabilité de Liapunov ; sa démonstration est donnée au paragraphe « Théorèmes fondamentaux » de l'article détaillé.